# Чапаєво (Алтайський район)
Чапа́єво (каз. Чапаево) — село у складі Алтайського району Східноказахстанської області Казахстану. Адміністративний центр Чапаєвського сільського округу.
Населення — 509 осіб (2021; 772 у 2009, 987 у 1999, 1232 у 1989).
Національний склад станом на 1989 рік:
- росіяни — 72 %